# 짐 리

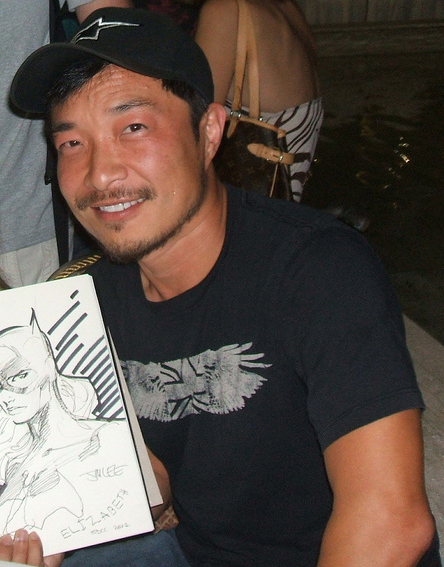
2007년 7월 27일 당시
샌디에이고 코믹콘에
참석을 한 짐 리

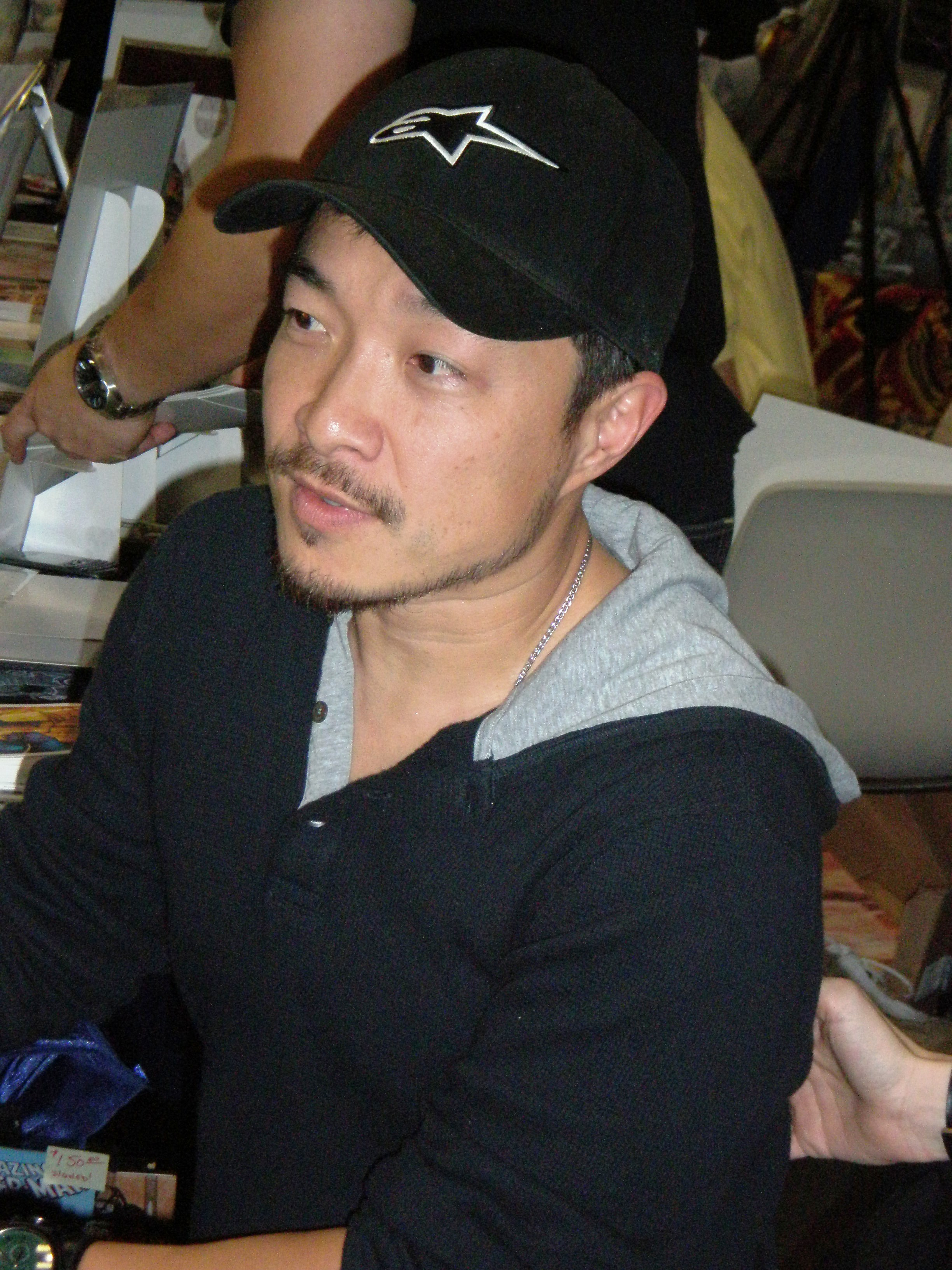
2009년 당시의 짐 리

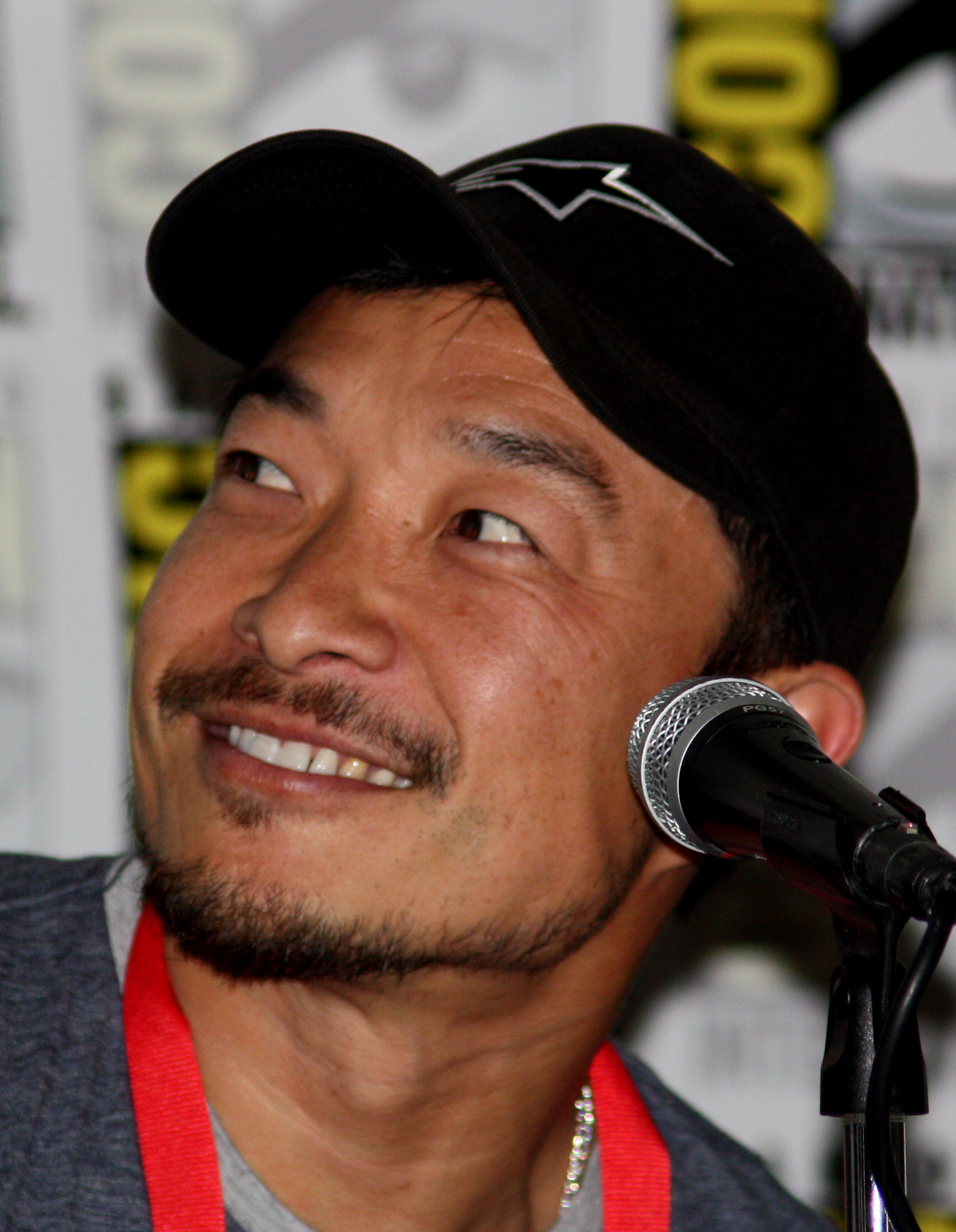
2009년 당시 샌디에이고 코믹콘에 참석을 한 짐 리

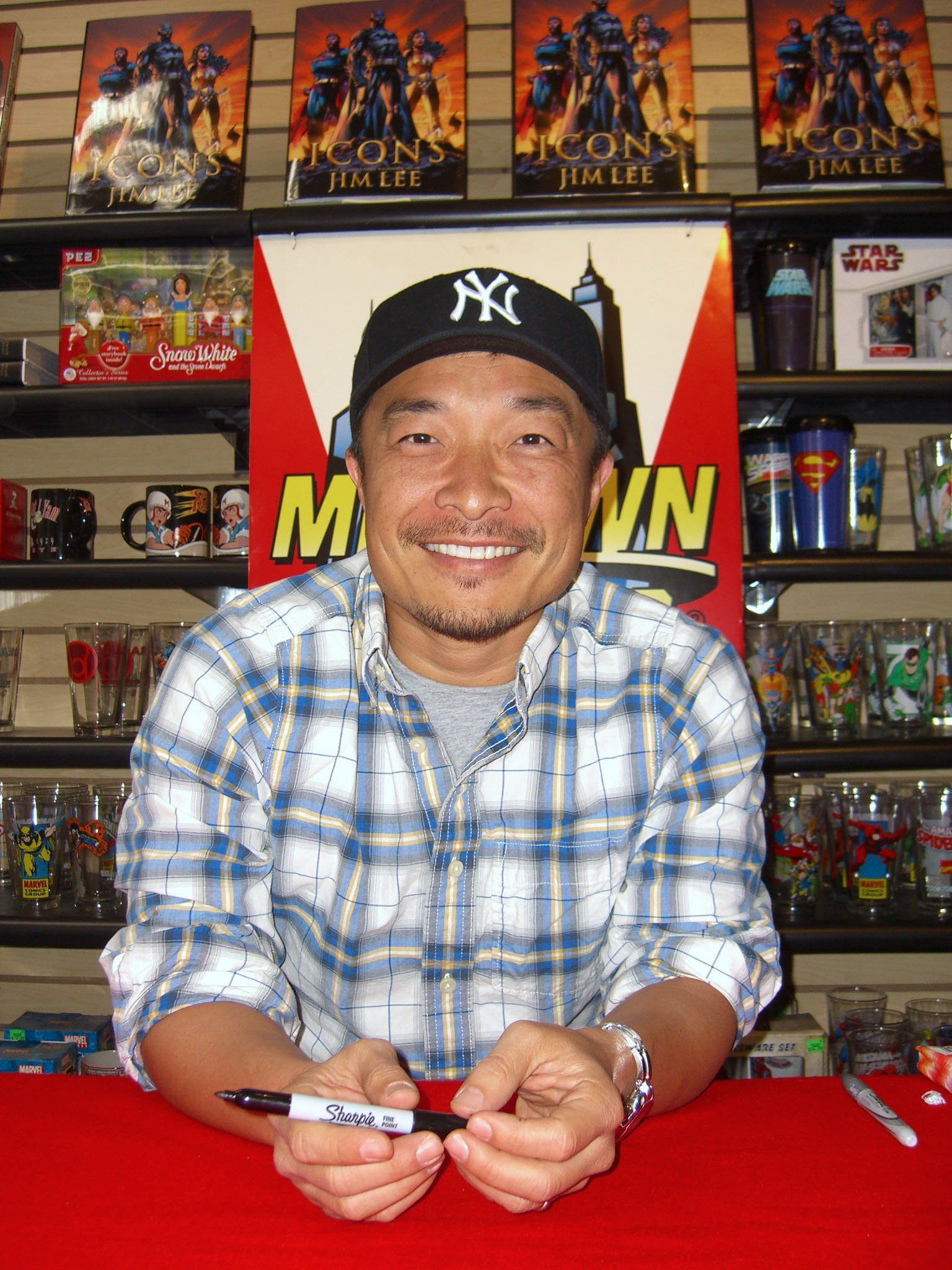
2010년 12월 19일 당시
뉴욕 시티 맨해튼 구역에서의 짐 리

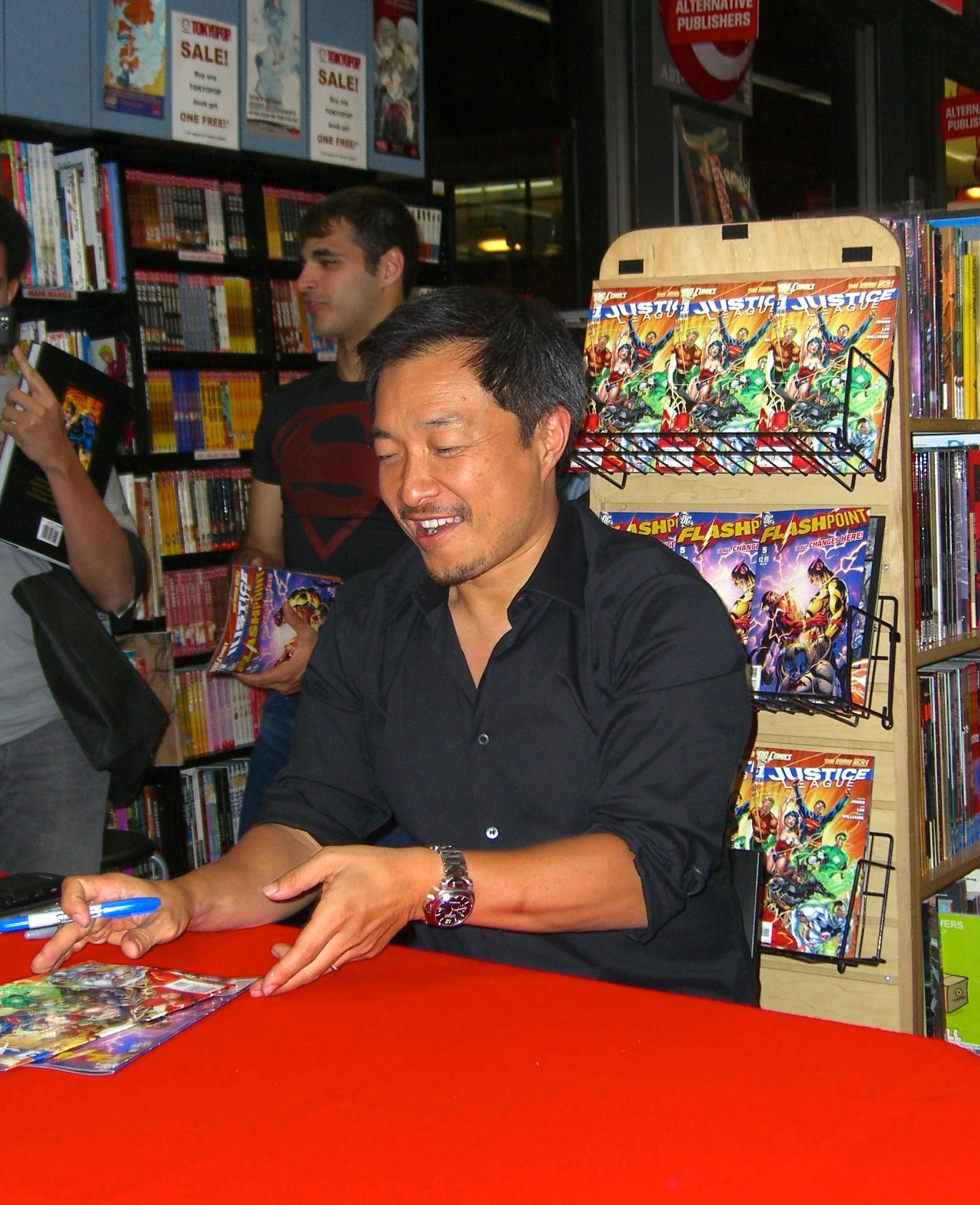
2011년 8월 31일 당시
뉴욕 시티에서의 짐 리

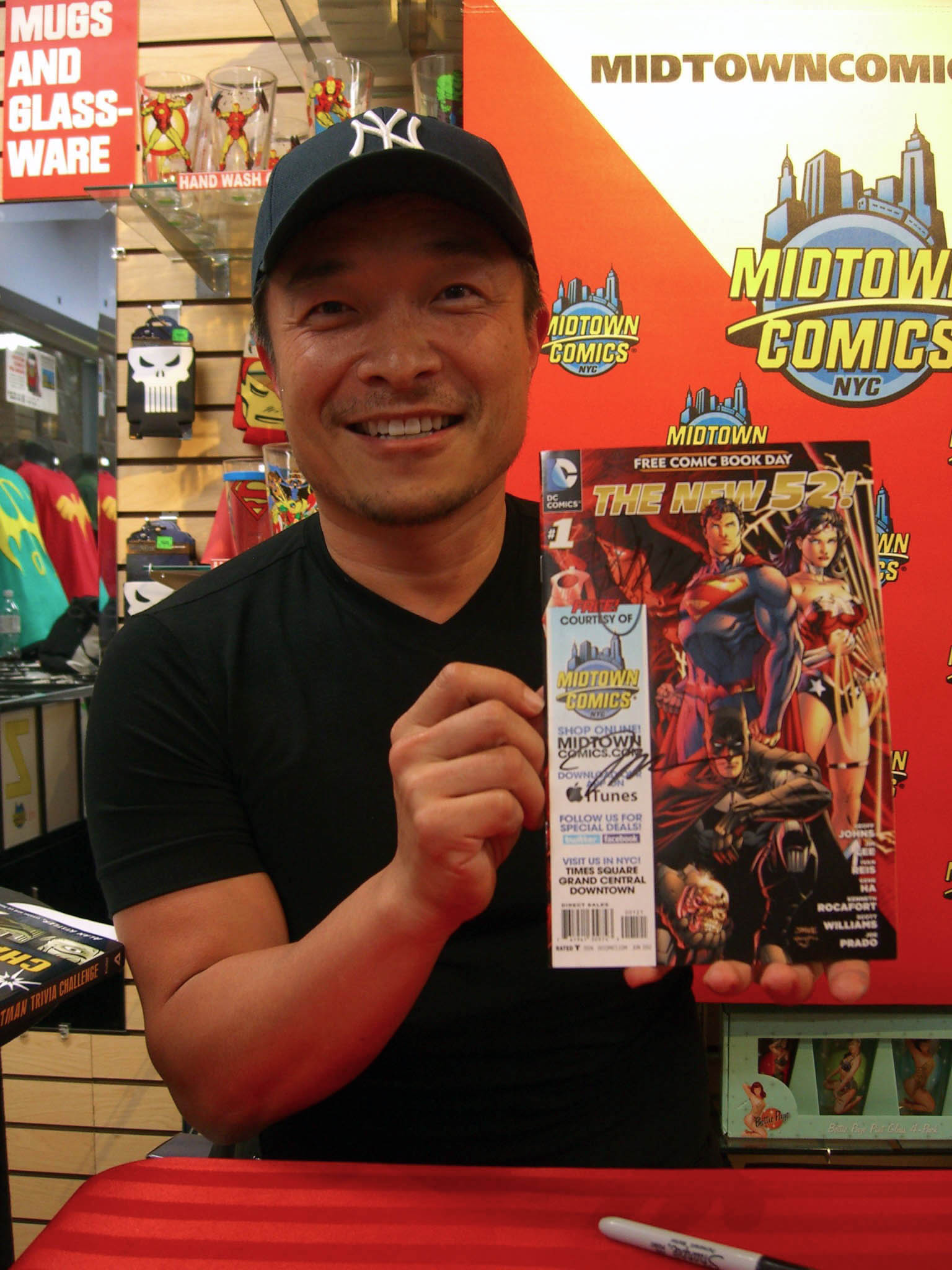
2012년 5월 11일 당시
뉴욕 시티에서의 짐 리

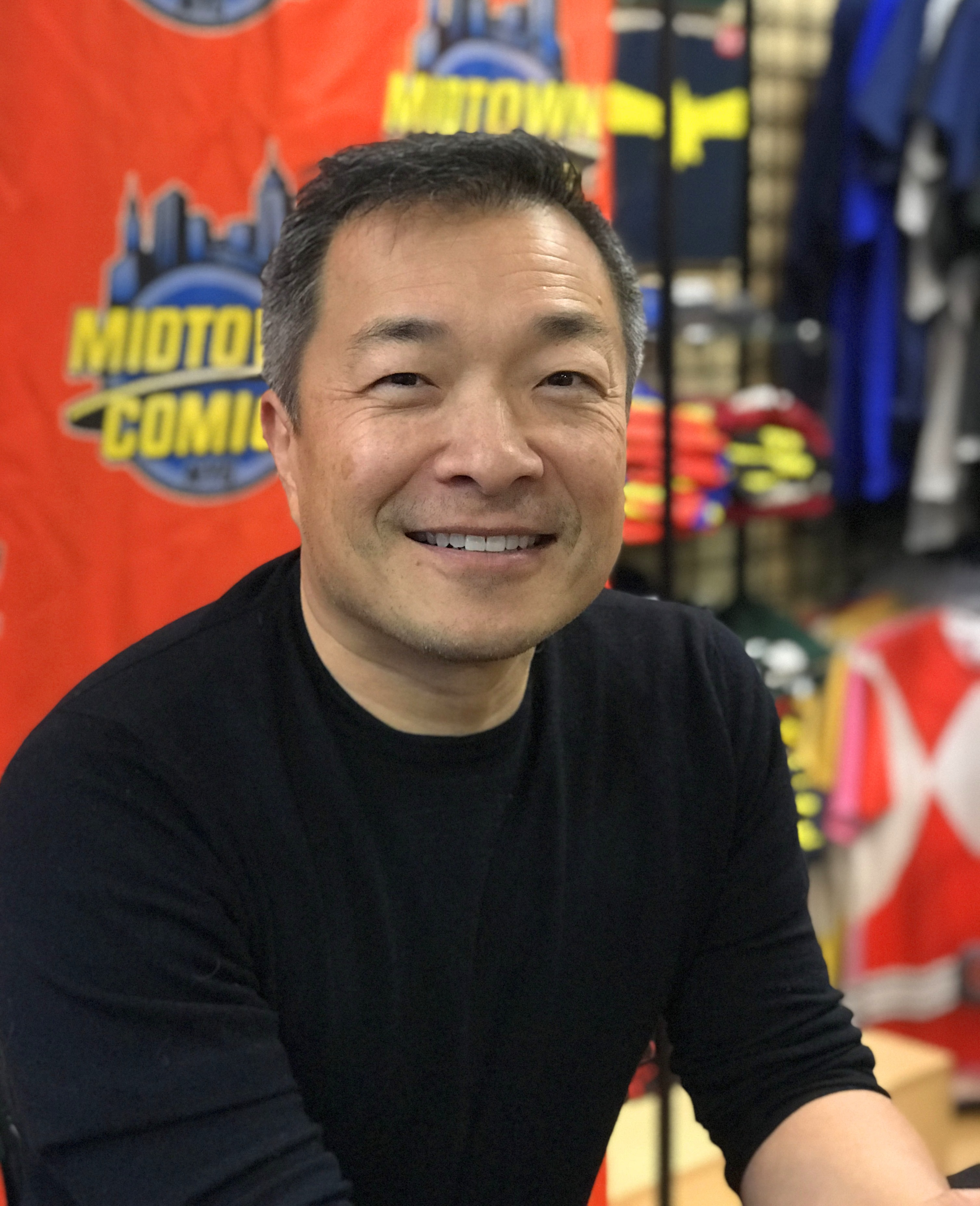
2019년 12월 5일 당시
뉴욕 시티 맨해튼 구역에서의 짐 리

짐 리(한국 한자: 李鏞哲 이용철, 영어: Jim Yong Lee 짐 용 리[*], 1964년 8월 11일~)는 대한민국의 서울특별시에서 출생한 한국계 미국의 만화가이자 미술가인데, 그는 5세 때에 대한민국의 직족들과 함께 미국 미주리 주 세인트 루이스로 이민을 하여, 훗날 지금의 만화가로 성공하였다.
신장은 171cm이고 체중은 70kg이며, 세련되고 원색적 역동성 있는 작화법 스타일로 유명한 아티스트라 알려져 있는 그는, 대한민국의 수도 서울특별시에서 출생하였으며, 지난날 한때 당시 경기도에 관할된 인천시에서 잠시 유아기를 보낸 적이 있고, 5살 때에 직족들과 함께 미국 미주리 주 세인트 루이스 이민을 간 이후 그곳에서 성장하였으며, 일단 대학을 나온 직후 1986년 당시, 미국에서 만화가로 만화 화단에 첫 등단하였다.
그의 한국어 이름은 이용철(한국 한자: 李鏞哲 이용철)이며 이후 미국 미주리 주 세인트 루이스 이주 초년 시절에서부터 현재까지의 영어 이름은 짐 용 리(영어: Jim Yong Lee 짐 용 리[*])인데, 그는 1991년 당시, 이미 〈비숍〉이라는 슈퍼 히어로 만화 캐릭터를 창안하여, 미국 전역에서 인기를 얻었다.
프린스턴 대학교(Princeton Univ.)를 나왔으며 《마블 코믹스》와 《DC 코믹스》의 만화 작품 캐릭터 창안자로도 유명한 그는, 대한민국 국내에서도 대한민국 출신의 〈프린스턴 뇌섹남 스마트 코리언 아메리칸 슈퍼 엘리트 히어로〉로도 널리 잘 알려져 있다.

## 대표작
미국 만화가 겸 영화감독 프랭크 밀러(Frank Miller)의 영향을 주로 받은 그의 대표작에는 슈퍼 히어로 만화 작품 《X-Men: Legacy》, 《WildC.A.T.s》, 《All Star Batman & Robin, the Boy Wonder》 등이 있다.

## 주요 경력
- 미국 D.C. 코믹스 발행부 차장
- 미국 D.C. 코믹스 편집부 차장

## 수상 경력
- 1990년 하비 어워드 - 그의 생애 사상 만화가로서 최초의 수상
- 1992년 잉크팟 어워드
- 1996년 위저드 팬 어워드(1996년 1월) - 첫 위저드 팬 어워드 수상
- 2002년 위저드 팬 어워드(2002년 1월)
- 2003년 위저드 팬 어워드(2003년 1월)